# 브란돈 아길레라
브란돈 아길레라 사모라(스페인어: Brandon Aguilera Zamora, 2003년 6월 27일 ~ )는 코스타리카의 축구 선수로 포지션은 미드필더이다. 현재 잉글랜드 프리미어리그의 노팅엄 포리스트 FC에서 활약하고 있다.